# I-67
I-67 — підводний човен Імперського флоту Японії, який загинув від навігаційної аварії незадовго до вступу країни у Другу світову війну.
Корабель, який спорудили у 1932 році на корабельні компанії Mitsubishi в Кобе, належав до типу KD5.
Невдовзі по завершенні І-67 включили до 30-ї дивізії підводних човнів, у складі якої пройшла його служба.
У серпні 1940-го І-67 прибув до островів Бонін для участі у флотських навчаннях. 29 серпня човен перебував біля південного узбережжя острова Мінамі-Торісіма та відпрацьовував екстрене занурення для уникнення повітряних атак. Після прибуття літака з гідроавіаносця «Мідзухо» І-67 занурився та більше не сплив на поверхню. Причини загибелі достеменно не відомі, проте за твердженням пілотів літака вони бачили, що човен занурювався з відкритими люками на кормі. Під час інциденту загинула 91 особа — всі, хто перебував на борту І-67.